# شبکه عصبی کشکک
شبکه عصبی استخوان کشکک، شبکه ای از اعصاب ظریف است که در جلوی کشکک، رباط کشکک و انتهای بالایی استخوان درشت نی قرار دارد. این شبکه توسط مشارکت اعصاب زیر تشکیل می شود:
1) شاخه قدامی عصب جلدی جانبی
2) عصب پوستی بینابینی
3) شاخه قدامی عصب جلدی داخلی
4) شاخه زیر کشککی عصب صافن .